# Estonia 21
Estonia 21 – samochód wyścigowy zaprojektowany przez Raula Sarapa i skonstruowany przez TARK.
Samochód był inspirowany Lotusem 81 i wykorzystywał efekt przyziemny. Produkowano go w latach 1981–1991 (od 1985 wersje 21M i 21.10). Napędzany był przez silnik WAZ 2105 o pojemności 1294 cm³. Osiągał on moc maksymalną około 85 KM (w nowszych wersjach do 110 KM), co pozwalało na rozpędzenie pojazdu do 210 km/h (w wersji 21.10 – 220 km/h). Cały samochód ważył 460 kg.
Pojazd był używany między innymi w wyścigach o Puchar Pokoju i Przyjaźni i Sowieckiej Formule 3. Zbudowano 295 egzemplarzy modelu.

## Przypisy

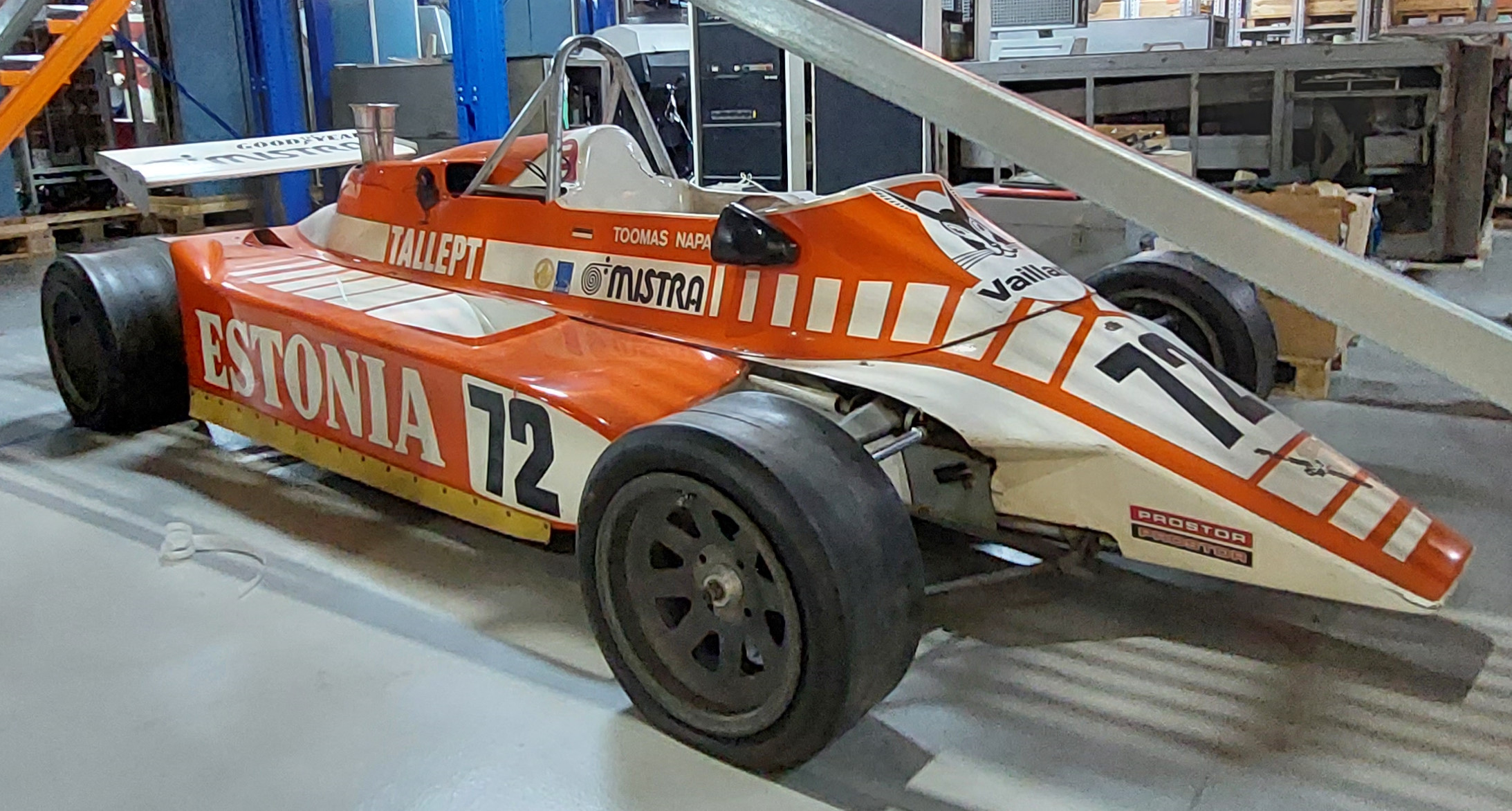